# Rune Olausson
Rune Erland Olausson, född 19 juli 1933 i Göteborg, död 2 januari 2022 i Älta, Nacka, var en svensk författare och översättare.

## Biografi
Olausson satt i redaktionen för två kortlivade tidskrifter, Tema (fyra nummer 1952) och Portal (tre nummer 1953–1955), och arbetade på Gumælius annonsbyrå 1954–1956 och 1957–1963, samt på Svenska Telegrambyrån 1956–1957. Han blev yrkesförfattare 1962 och började medarbeta i Sveriges Radio 1964. Hans flickböcker, utgivna under pseudonymen Monica Alm, översattes till en rad språk.
Misstanken (1963) och Mord på TV (1974) är exempel på hans dagsaktuella och socialt engagerade romaner.
År 1974 sammanfattades hans övriga verksamheter i Litteraturlexikon som ”journalistvolontär, copywriter, musik- o litteraturskribent dags- o veckopress ... även TV-serier (bland annat Partaj och Pratmakarna) samt musikprogram o litteraturkåserier för radio”.

### Familj
Rune Olausson var son till murare Erland Olausson och Aina Johansson. Han gifte sig 1954 med Ingrid Eklund (född 1934) och paret fick två döttrar. Rune Olausson är begravd på Skogskyrkogården i Stockholm.